# Boomchirurgie

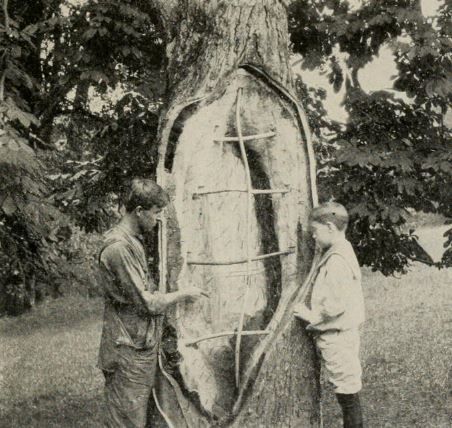
Een voor het betoneren voorbereide boomstam (uit: The Tree Doctor)

Boomchirurgie is een vakgebied dat zich bezig houdt met het herstellen of voorkomen van beschadigingen en verwondingen aan bomen. Omdat de principes betreffende de wondverzorging binnen de boomchirurgie gedeeltelijk als achterhaald gezien worden, wordt sinds de jaren 90 in de Lage Landen en Duitsland meestal het bredere begrip "boomverzorging" (Duits: "Baumpflege") gebruikt, dat uit de boomchirurgie voortgekomen is. In het angelsaksische taalgebied is het begrip "tree surgery" nog gebruikelijk.

## Geschiedenis
De boomchirurgie werd aan het eind van de 19de eeuw in de Verenigde Staten ontwikkeld. De zogenaamde vader der boomchirurgie was John Davey (1846 – 1923), die zijn concepten bekend maakte in het boekje "The Tree Doctor". Hij ontwikkelde onder meer een techniek waarbij rot materiaal van een boom uitgefreesd werd met daarna een waterdichte vulling van de holte met cement. 
Een latere pionier was de Amerikaanse dendroloog Francis A. Bartlett, die in 1913 op zijn landgoed in Connecticut een arboretum begon met de naar hem genoemde school "Bartlett School of Tree Surgery". Een van zijn belangrijkste ontwikkelingen was het met kabels ondersteunen of spalken van takken bij breukgevaar. 

## Nieuwe inzichten
Eind jaren 70 kwam de Amerikaanse bioloog Alex Shigo (1930-2006), met nieuwe wetenschappelijk gefundeerde inzichten over boomverzorging. Begin jaren 80 werden deze ook in Europa overgenomen, omdat bestaande methodes vaak averechts bleken te werken. Boomchirurgen hielden zich namelijk vooral bezig met het invasieve behandelen van wonden en beschadigingen. Vaak kwamen hier beton, staal en middelen om hout te verduurzamen aan te pas. Het voordeel van de ingreep bleek echter vaak kleiner dan de schade veroorzaakt door het verstoren van de natuurlijke afweermechanismen van de boom. 
Vooral het uitfrezen van rotte plekken werd uit fysiologisch gezichtpunt afgekeurd, omdat de natuurlijke afgrendelingen van de boom beschadigd worden. Wondafdekmiddelen zorgen er verder weliswaar voor dat een wond waterdicht is afgesloten, maar het gevolg is dat er aan de binnenkant van de wond vocht blijft hangen, wat verrottingsprocessen eerder bevordert. 
In 2006 is er door de Sociaal-Economische Raad van Vlaanderen een beroepsprofiel "boomverzorger" gepubliceerd. Daarin wordt aangehaald dat de term "boomchirurg" kenmerkend is voor iemand die praktijken uitoefende of nog steeds uitoefent die vandaag de dag niet meer als correct worden aangezien.

## Trivia
- Justin Pipe was boomchirurg voordat hij professioneel darter werd.[3]